# イム・ジョンヒョン
イム・ジョンヒョン（Jeong-Hyun Lim, ハングル表記：임정현、1984年7月5日 - ）は、韓国のギタリスト。インターネット上でfuntwoという名前で知られる。
台湾のギタリストであるJerryCがパッヘルベルのカノンを編曲した『カノンロック』のカバー演奏で特に知られている。
イム・ジョンヒョンは2005年、『カノンロック』のカバーを演奏し、録音した。このビデオを韓国の人気ミュージック・サイト「ミュール」（Mule.co.kr）に投稿すると、技量に驚愕した視聴者の誰かがコピーをかすめ取り、即座にYouTubeに"guitar"の名で投稿した。まもなくビデオは評判を得るようになり、野球帽で顔を隠した当人の正体を巡る憶測が始まった。
funtwoによる『カノンロック』のカヴァー演奏はこれまでにCNN、ABCの『20/20』、ニューヨーク・タイムズ、ナショナル・パブリック・ラジオ、さらにカナダCBCラジオ、韓国MBCニュース、KBSニュース、またその他、韓国の報道機関で触れられてきた。
視聴者の多くが、画と音が完全に同期していないことから、このビデオが捏造されたものではないかと推測した。イムは後にニューヨーク・タイムズに、これはああして間に合わせるしかなかったのだと述べた。「（…）彼は録音とビデオ撮りを個々に行い、後でそれらを当てはまるように合わせたのだと語った。」
当初はビデオのギター・プレイヤーが秘密のベールに包まれていたことから、なるべくしてなったことなのだが、幾人かが自分こそfuntwoだと主張した。
イムは他人の作品を演奏するだけではなく、今は他人の曲を自分でアレンジすることも始めている。彼がファンへのホリデー・カード向けに作曲し、自身では「聖歌ロック」と呼んだ『Funtwo is coming to Town』はロック版「サンタが街にやってきた」だった。またドリーム・シアターの"Overture 1928 "や、アントニオ・ヴィヴァルディの最も有名な協奏曲集『四季』から『夏』を演奏してみせたヴィデオを投稿した。
funtwoはあるインタビューで、プロのギタリストとしてギターを続けるつもりはないという考えを口にしていた。しかしオンライン上の名声に後押しされて、2度公衆の前で演奏している。一度目はワシントンD.C.駐在の韓国大使のために、もうひとつは同年のKORUSフェスティバル（2006年10月6日～9日にワシントンD.C.で行われた『韓国と米国との躍動的で友好的な関係を祝う』野外イベント）でだった。このフェスティバルでfuntwoは、即興を交えて韓国国歌とアメリカ国歌の編曲版を演奏した。彼は上記のインタビューの中で、ただの楽しみとしてギター演奏を続けたいと述べており、自分の演奏に点数をつけるとしたら100点満点中、50か60点がいいところだとも言っている。